# Christian David Ott
Christian David Ott (* 1977 in Offenbach am Main) ist ein deutscher theoretischer Astrophysiker, der insbesondere für Forschungen zu Supernovae bekannt ist.

## Werdegang
Ott studierte an der Universität Heidelberg mit Diplomabschluss im Jahr 2003 in theoretischer Astrophysik bei Wolfgang J. Duschl und wurde 2007 summa cum laude an der Universität Potsdam, wobei er am Max-Planck-Institut für Gravitationsphysik in Golm bei Potsdam tätig war, bei Bernard Schutz promoviert. Von 2006 bis 2008 war er Post-Doktorand am Joint Institute of Nuclear Physics (JINA) der University of Arizona bei Adam Burrows sowie von 2008 bis 2009 Sherman Fairchild Prize Fellow am California Institute of Technology (Caltech). 
Er wirkte 2009 als Assistant Professor am Niels-Bohr-Institut und ab 2009 als Assistant Professor für theoretische Astrophysik am Caltech, wo er ein Tenure-Track erhielt. Außerdem war er von 2009 bis 2014 Adjunct Assistant Professor an der Louisiana State University. Er war Mitglied der TAPIR-Gruppe (Theoretical Astrophysics including Relativity) am Caltech. Im Jahr 2017, nachdem eine Caltech-Untersuchung ihn der Belästigung zweier Studentinnen beschuldigt hatte, trat er von seiner Professur zurück.
2017/18 war Ott am Yukawa Institute of Theoretical Physics in Kyoto tätig.

## Wissenschaftliche Schwerpunkte
Ott befasst sich mit den Mechanismen von Kollaps-Supernovae (allgemein-relativistische Simulation in drei Raumdimensionen mit realistischer Mikrophysik,  einschließlich Strahlungstransport über Neutrinos, Zustandsgleichungen für Kernmaterie und thermonukleare Prozesse und Elementbildung, Rolle von Turbulenz), Erzeugung von Gravitationswellen und sich daraus ergebende Signaturen von verschiedenen Quellen, Theorie langer Gammablitze (Kollapsar-Modell) und allgemein numerischer Relativität einschließlich wissenschaftlichem Rechnen für massiv-parallele Hochleistungsrechner. Er war Teil der Kollaboration Simulating eXtreme Spacetimes (SXS), trug zum Open-Source-Einstein-Toolkit für numerische Relativität bei und ist Mitglied der LIGO-Kollaboration.
2006 schlug er in seiner Dissertation einen neuen Mechanismus für Kollaps-Supernovae vor (Pulsationsmoden des Proto-Neutronensterns und dessen Dämpfung durch akustische Moden), was sich auch in der Signatur von Gravitationswellen ausdrückt. 2015 demonstrierte er in magnetohydrodynamischen Simulationen mit Philipp Mösta und anderen, dass sich bei schnell rotierenden massereichen Sternen hohe Magnetfelder wie bei Magnetaren aufbauen können (Szenario der Ic-Supernovae und der Entstehung langer Gammablitze).

## Auszeichnungen
Ott erhielt 2007 den Potsdamer Nachwuchswissenschaftler-Preis. 2008 wurde ihm die Otto-Hahn-Medaille der Max-Planck-Gesellschaft verliehen. 2012 erhielt er einen NSF Career Grant. Von  2012 bis 2014 war er Sloan Fellow.